# 이아영
이아영(1989년 9월 22일 ~ )은 대한민국의 가수이다.

## 데뷔
- 2012년 EP 미니 앨범 '하트뿅뿅'

## 앨범
- 2012년 하트뿅뿅
- 2013년 하트
- 2015년 알콩달콩